# Valentia Harbour
Valentia Harbour – nieistniejąca stacja kolejowa w Irlandii, na linii Farranfore – Valentia Harbour. Znajdowała się w Reenard Point i była najdalej na zachód położoną stacją kolejową w Europie. Nazwę wzięła od wyspy Valentia.
Budowę stacji proponowano już w 1846 roku. Miałaby ona służyć jako główny punkt przesiadkowy na statki do Ameryki Północnej. Linię z Farranfore zaczęto jednak budować dopiero w 1890. Pierwszy pociąg wyjechał z Valentia Harbour 12 września 1893 roku. Ze względu na zmniejszenie zapotrzebowania na transport kolejowy, stację wraz z całą linią zamknięto 1 lutego 1960 roku.

## Galeria

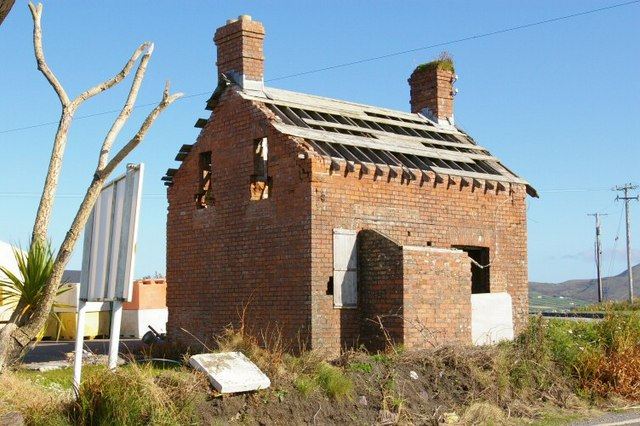
Pozostałości magazynu towarowego stacji